# منتخب السويد لكرة القاعدة
منتخب السويد الوطني لكرة القاعدة (بالسويدية: Sveriges herrlandslag i baseboll)‏ هو ممثل السويد الرسمي في المنافسات الدولية في كرة القاعدة .